# قالی اردبیل

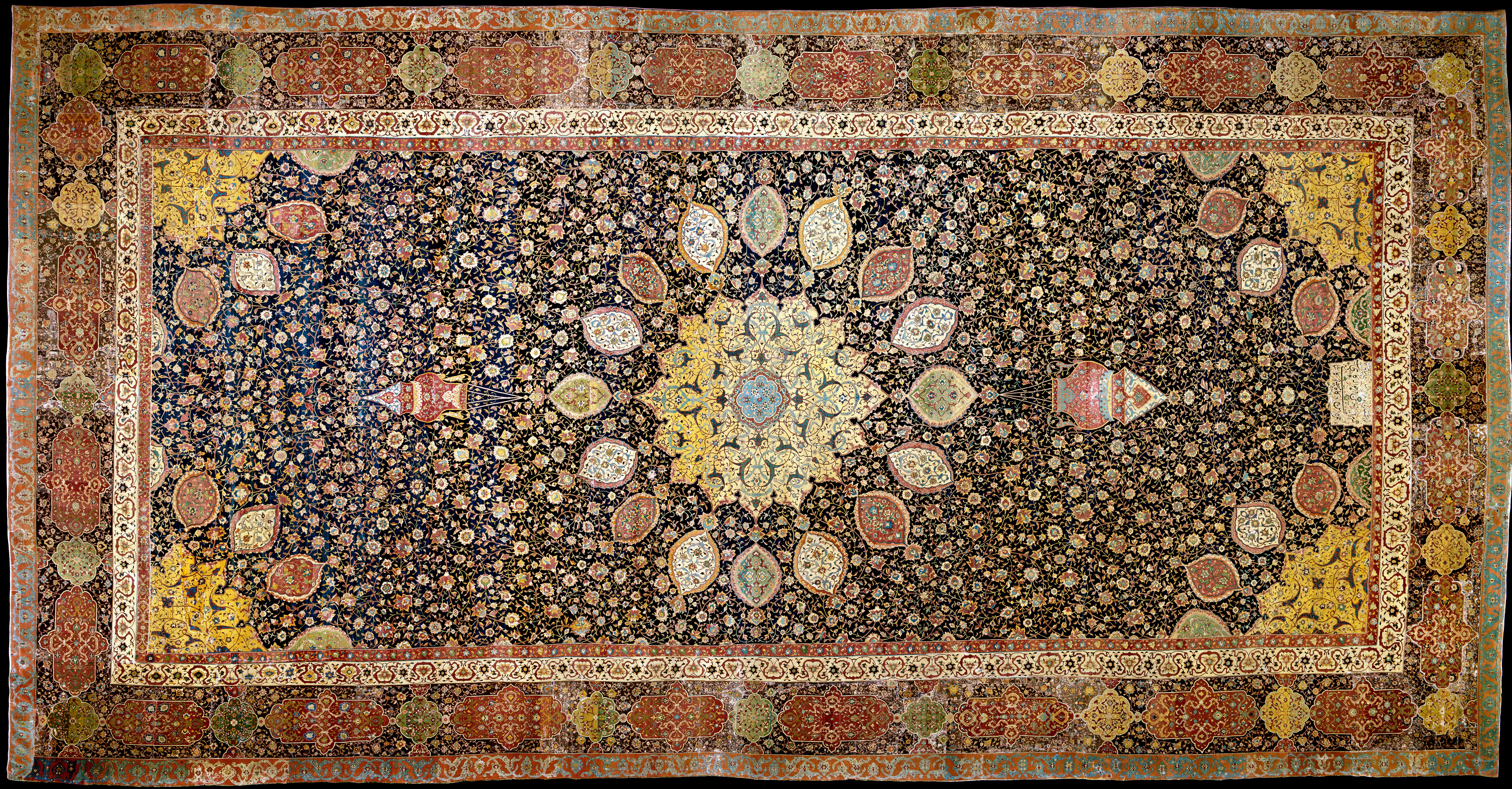
قالی اردبیل، موزهٔ ویکتوریا و آلبرت

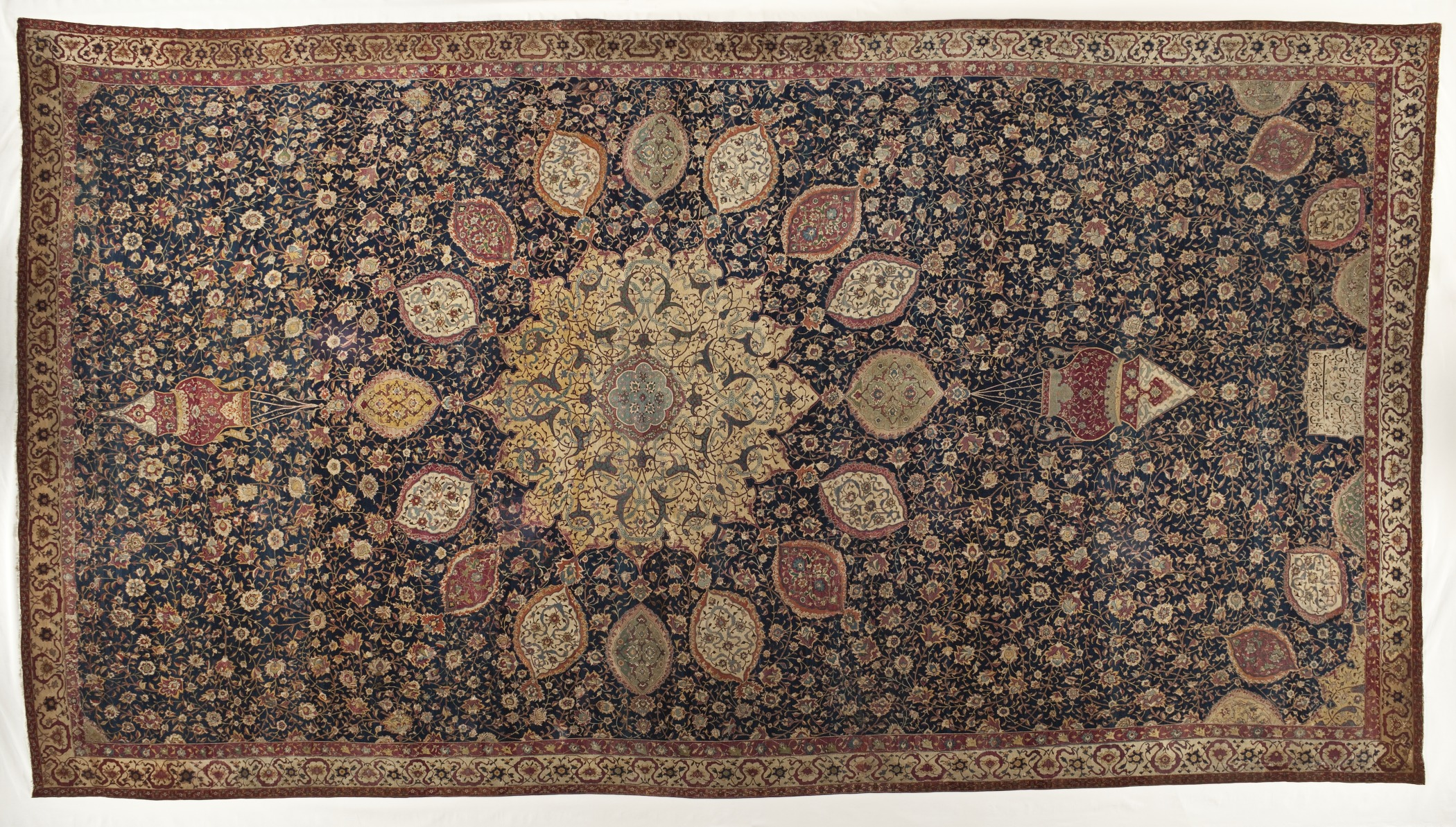
قالی اردبیل، موزهٔ هنر لس آنجلس

قالی اردبیل یک جفت قالی ایرانی نفیس با شهرت جهانی است که در دوران پادشاهی شاه تهماسب صفوی برای آرامگاه جدش بافته شده‌بود. اکنون یکی از آنها در مالکیت موزهٔ ویکتوریا و آلبرت لندن است و دیگری در موزهٔ هنر شهرستان لس آنجلس نگهداری می‌شود.
این قالی از نظر طرح و بافت یکی از نفیس‌ترین و مشهورترین قالی‌های جهان است که در فهرست ۵۰ اثر شاهکار هنری برگزیدهٔ جهان قرار گرفته است. کارشناسان آثار هنری، این فرش را با نقش و نگاره‌های زیبای آن، یک اثر هنری انتزاعیِ منحصربه‌فرد می‌دانند که از نظر سطح هنری با نقاشی‌های انتزاعیِ قرن حاضر برابری می‌کند.
هستهٔ مرکزی گروه قالی‌های ترنجدان است.
قالی اردبیل یک سند تاریخی نیز محسوب می‌شود، زیرا دارای تاریخ و امضا است و در سال ۹۱۸ خورشیدی (۹۴۶ ه‍.ق / ۱۵۳۹ میلادی) در سیزدهمین سال پادشاهی شاه تهماسب یکم بافته شده است. تار و پود آن ابریشمی است و گره‌های فارسی دارد و نام «مقصود کاشانی» بر آن بافته شده است. در هر اینچ مربع آن حدود ۱۷×۱۹ گره وجود دارد. برخلاف دیگر قالی‌های مشهور آن زمان، این قالی طرحی آرام دارد و نگاره‌های جانوران و انسان بر آن نقش نشده است؛ زیرا برای استفاده در مکانی مقدس بافته شده بود.

## مشخصات قالی
پشم عنصر اصلی تشکیل‌دهندهٔ این قالی است. مانند اغلب منسوجات، این اثر نیز از تار و پود تشکیل شده؛ پودها در تمام طولِ کار به دورِ تارها تابیده شده‌اند. سطح قالی اردبیل از یک طرح یکپارچهٔ نسبتاً ساده با اجزای قرینه و یک شمسه در وسط آن، که دو چراغدان در طول آن قرار دارد، پوشیده شده است.
وقتی دو انگلیسی در سال ۱۸۴۳ میلادی / ۱۲۲۱ خورشیدی از زیارتگاه شیخ صفی‌الدین اردبیلی دیدار کردند، دو قالی در آن محل قرار داشت. سه سال و چند ماه بعد از آن، این مکان بر اثر زلزله آسیب دید و احتمالاً برای تهیهٔ وجه لازم برای تعمیر بنا، فرش‌ها فروخته شدند.
قالی‌های آسیب‌دیده در ایران توسط کمپانی «زیگلر»، که در کار خرید و فروش فرش بود، خریداری شد. تکه‌های آن، که هنوز قابل استفاده بود، به هم متصل و نتیجه آن شد که یک قالی کامل و سالم به دست آمد؛ فرشی که بدون حاشیه با ابعاد کوچک‌تر بود.
در سال ۱۸۹۲ قالی بزرگ‌تر توسط کمپانی «رابینسون» در معرض فروش گذاشته شد. «ویلیام موریس»، که از جانب موزه دربارهٔ آثار هنری تحقیق می‌کرد، طی گزارشی این فرش را فوق‌العاده و منحصربه‌فرد و بسیار زیبا توصیف و اصرار به خرید آن کرد. در ماه مارس ۱۸۹۳، با پرداخت ۲۰۰۰ پوند، «موزهٔ ویکتوریا و آلبرت» صاحب این قالی شد.